# Kniven i hjärtat
Kniven i hjärtat är en miniserie som visades i SVT 2004. Serien är uppdelad i fyra avsnitt och blandar drama med musikalinslag. Peter Birro stod för manus tillsammans med Agneta Fagerström-Olsson som även regisserade.

## Handling
Kniven i hjärtat handlar om nio ungdomar på väg ut i livet. Handlingen utspelar sig i Bergsjön i Göteborg. De kommer från olika länder i världen, bär på olika historier och erfarenheter. Men det som förenar dem är förortens villkor. En modern förortsmusikal som avslutar Agneta Fagerström-Olsson och Peter Birros trilogi om det nya Sverige.

## Priser
- Bästa dramaserie – Prix Italia 2005

## Skådespelare (urval)
- Roberto Valdes – Juan
- Victor Oliveira Nascimento – Casey
- Sofia Pekkari – Miriam
- Tarik Charafi – Amir
- Juwan Mardoukhi – Sabina
- Karim Rahmouini – Hussein
- Nazif Ramadani – Mike
- Linda Othiller – Luisa
- Rickard Tauriainen – Fegisen
- Maria Lundqvist – Miriams mor
- Magnus Krepper – Mikes tränare
- Miran Kamala – Sabinas pappa